# Görbeháza, Hajdú-Bihar
Görbeháza  este un sat în districtul Hajdúnánás, județul Hajdú-Bihar, Ungaria, având o populație de 2.534 de locuitori (2011). 

## Demografie
Componența etnică a satului Görbeháza
     Maghiari (99,13%)
     Necunoscut (0,14%)
     Alții (0,73%)
Componența confesională a satului Görbeháza
     Romano-catolici (42,98%)
     Fără religie (26,91%)
     Reformați (7,66%)
     Greco-catolici (1,03%)
     Necunoscută (21,23%)
     Luterani (0,2%)
     Alte religii (0,71%)
Conform recensământului din 2011, satul Görbeháza avea 2.534 de locuitori. Din punct de vedere etnic, majoritatea locuitorilor (99,13%) erau maghiari. Apartenența etnică nu este cunoscută în cazul a 0,14% din locuitori. Nu există o religie majoritară, locuitorii fiind romano-catolici (42,98%), persoane fără religie (26,91%), reformați (7,66%) și greco-catolici (1,03%). Pentru 21,23% din locuitori nu este cunoscută apartenența confesională.